# 玫瑰蝸牛
玫瑰蝸牛（學名：Euglandina rosea，英語：或cannibal snail）是橡子螺屬下的一種體型中等的蝸牛，食肉動物，以捕獵其他蝸牛和軟體動物為食。

## 分佈

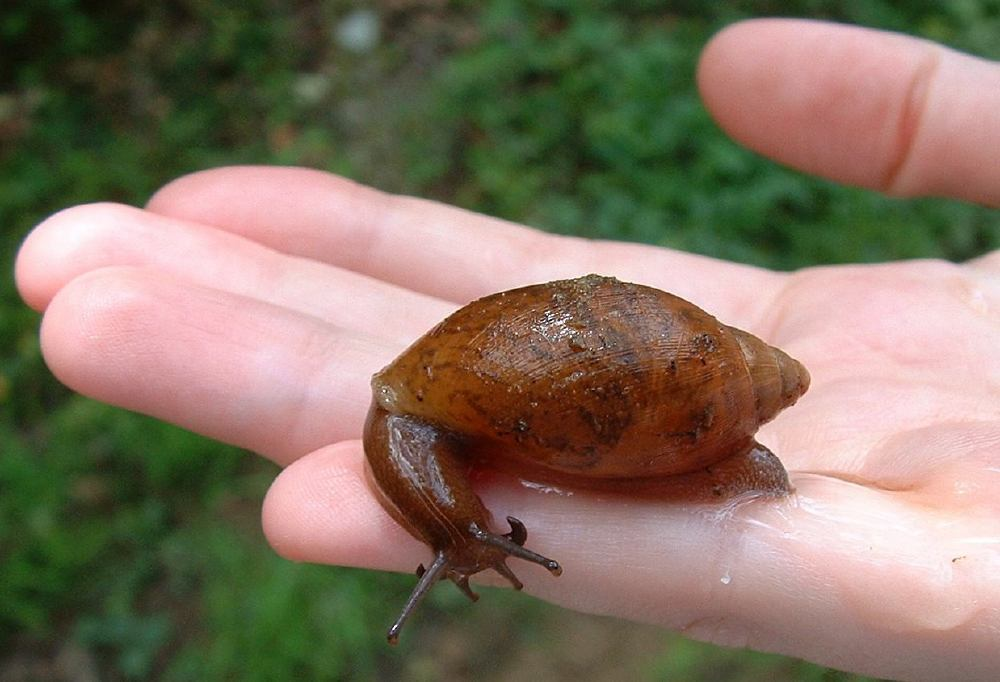
一隻位於佛羅里達州西北部的玫瑰蝸牛

玫瑰蝸牛原産於北美洲熱帶地區，為包括夏威夷等眾多地區內的入侵物種，更是世界百大外來入侵種之一。
當地於1955年引進玫瑰蝸牛，原為用來消滅夏威夷另一入侵物種：非洲大蝸牛。然而玫瑰蝸牛不僅只消滅了非洲大蝸牛，甚至還對當地夏威夷蝸牛的生存造成了巨大威脅。該物種引入的第一年，便使當地原生的樹蝸牛面臨瀕臨絕種。而自公元1500年以來的大型軟體動物滅絕，就有70%就發生在夏威夷，而其中的三分之一便是玫瑰蝸牛造成的。
1959年10月，中央研究院及农试所以防治氾濫於台灣農田的褐云玛瑙螺Achatina fulica (=Lissachatina fulica) 为目的，首次从已野放成功的夏威夷引入台湾饲育數年，認為可以適應台灣之氣候並在1959至1965年間投放台北、新竹、嘉義、南投、台東等地田間，然釋放的蝸牛雖能生長繁殖，卻呈逐年減少之勢，1965后因經費問題中止釋放，現今在台灣已杳無蹤跡。

## 描述
玫瑰蝸牛的蝸牛殼顏色為淺褐並略帶灰色，下觸角很長，幾乎及地。殼的長度一般為40—50（1.6—2.0英寸），但也可能長到60—70（2.4—2.8英寸）。

## 外部連結
- 維基物種上的相關：玫瑰蝸牛
- Featured Creatures website': Euglandina rosea （页面存档备份，存于） — University of Florida, Institute of Food and Agricultural Sciences—IFAS.
- Invasion Biology Introduced Species Summary Project — Columbia University （页面存档备份，存于）